# Robert T.A. Innes
Robert Thorburn Ayton Innes, född den 10 november 1861 i Edinburgh, död den 13 mars 1933 i London, var en skotsk astronom.
Innes anställdes 1896 vid observatoriet på Godahoppsudden (Royal Observatory) och var 1903–1927 föreståndare för observatoriet i Johannesburg i Transvaal (Union Observatory). 
Utöver talrika meddelanden angående kometer, föränderliga stjärnor, dubbelstjärnor med mera, diskussion av mer teoretiska frågor i facktidskrifter och Bulletins of the Union Observatory publicerade han Reference catalogue of southern double stars (Annals of the Royal Observatory of Cape of Good Hope, Volume II 1899). 
Tillsammans med Dawson och van den Bos fullbordade Innes utgivningen av Southern Double Star Catalogue (1927) och utgav han Catalogue of Clusters and Nebulæ near the Large Magellanic Cloud. Innes sysselsatte sig dessutom med banberäkningsmetoder och med problemet om variationen i jordrotationen.
Asteroiden 1658 Innes och månkratern Innes uppkallades efter honom.